# Gabrielle-Suzanne de Villeneuve
Gabrielle-Suzanne de Villeneuve, cunoscută sub numele de Madame de Villeneuve, născută Gabrielle-Suzanne Barbot, dame de Romagné et des Mothais, (n. 28 noiembrie 1685, La Rochelle, Poitou-Charentes, Franța – d. 29 decembrie 1755, Paris, Regatul Franței) a fost o romancieră franceză cunoscută pentru compunerea primei versiuni moderne a poveștii Frumoasa și Bestia.

## Biografie
Gabrielle-Suzanne a fost fiica lui Jean Barbot, scutier, senior de Romagné și Mothais, consilier al regelui la tribunalul (în franceză Présidial) din La Rochelle, și a doamnei Suzanne Allaire. Părinții săi aparțin de două familii protestante din La Rochelle. Familia sa paternă, din care provenea Amos Barbot de Buzay, a dat mai mulți primari din La Rochelle.
S-a căsătorit în biserica Saint-Barthélemy din La Rochelle pe 9 februarie 1706 cu Jean-Baptiste de Gaalon de Barzay, cavaler, senior de Villeneuve, locotenent-colonel de infanterie. Din 8 noiembrie 1706, Gabrielle-Suzanne Barbot a obținut de la tribunalul din La Rochelle separarea proprietăților (adică restituirea zestrei), din cauza pierderilor suferite de soțul ei la jocurile de noroc și datorită proastelor lui maniere. Din căsătoria lor s-a născut o fiică, Marie Louise Suzanne, pe 13 februarie 1708, în La Rochelle. M. de Villeneuve a murit la Pamplona pe 14 iunie 1711.
Rămasă văduvă și fără resurse la 26 de ani, a început o carieră literară.
Scriitoarea a murit în 1755 în strada Douze Portes din parohia Saint-Gervais, unde se stabilise de câțiva ani poetul Crébillon cel bătrân (1674-1762), cu care scriitoarea a avut o relație până la sfârșitul vieții.

## Frumoasa și Bestia
Scriitoarea ar fi auzit această poveste (a cărei versiune anterioară datează din Straparola) de la o servitoare în timpul unei călătorii în America. A publicat-o în 1740 într-o colecție intitulată La Jeune Américaine et les contes marin, dar povestea a devenit faimoasă abia când a fost reluată în 1756, într-o formă foarte prescurtată, de o altă romancieră, Madame de Beaumont⁠(d), în Revista pentru copii pe care o edita. Versiunea lui Gabrielle-Suzanne de Villeneuve a fost totuși adesea reeditată.

## Alte lucrări
Cel mai popular roman al său a fost La Jardinière de Vincennes, publicat în 1753.
Multe dintre lucrările sale au fost publicate anonim (semnate „doamna de V***”), ceea ce îngreunează atribuirea lor.
- Phoenixul conjugal, știrile vremii (1734)
- Tânărul american și poveștile marine (1740)
- Presupusul cumnat (1740)
- Poveștile acestui an (1744) reeditat postum sub titlul: Poveștile Doamnei de Villeneuve (1765)
- Frumusețile solitare (1745)
- Grădinarul din Vincennes (1753)
- Judecătorul prejudiciat (1754)
- Anecdote ale curții lui Alfonso Al unsprezecelea, regele Castiliei (1756), în 4 părți. Digitalizat .
- Timp și răbdare, o poveste morală (1768, ediție postumă)

Alte romane i-au fost uneori atribuite.
În 1755, chiar înainte de moarte, a finalizat lucrarea Anecdotes de la cour d'Alphonse onzieme du nom, roi de Castille, o versiune ușor revizuită a lucrării Mathilde d’Aguilar, de Madeleine de Scudéry, care fusese publicată inițial în 1667 și retipărită până în 1736. De Villeneuve mărturisește în prefața acestei cărți că lucrarea nu îi aparține pe de-a întregul, este doar o revizuire a unei opere la care a contribuit în propriul ei stil.